# Lingua Dharug
La lingua Dharug, nota anche come Darug e Dharuk, conosciuta anche come Eora o lingua di Sydney, è una lingua aborigena australiana del gruppo yuin-kuri che era tradizionalmente parlata nella regione di Sydney, nel Nuovo Galles del Sud. È la lingua tradizionale dei Darug. La popolazione dei Darug è notevolmente diminuita dall'inizio della colonizzazione dell'Australia.
Durante gli anni '90 e il nuovo millennio alcuni discendenti dei clan Darug a Sydney Ovest hanno compiuto notevoli sforzi per far rivivere il Dharug come lingua parlata. Oggi alcuni moderni oratori Dharug hanno tenuto discorsi in una forma ricostruita della lingua Dharug e i membri più giovani della comunità visitano le scuole e danno dimostrazioni del Dharug parlato.

## Nome
Gli oratori non usavano un nome specifico per la loro lingua prima dell'insediamento da parte della Prima Flotta. Il dialetto costiero è stato indicato come Iora (noto anche come Eora), che significa semplicemente "popolo", mentre il dialetto interno è stato indicato come Dharug (noto anche come Darug, Dharuk, Dharruk), un termine di origine sconosciuta o significato. Entrambi i nomi sono anche usati per riferirsi a tutti i dialetti della lingua collettivamente.

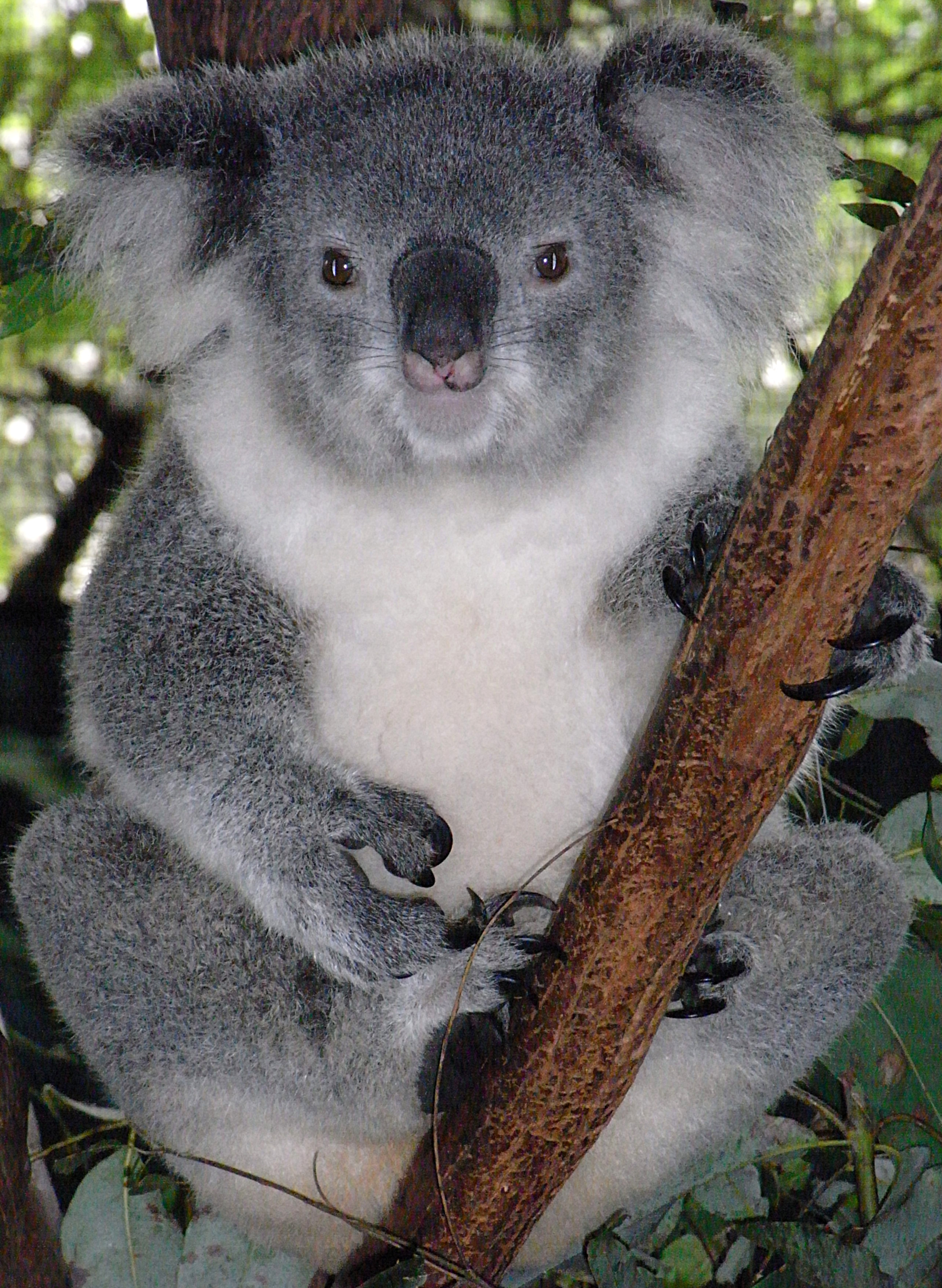
La parola "koala" deriva da "gula", un termine Dharug e Gundungurra.

## Storia

### Zona storica
Il loro territorio tradizionale si estende dal fiume Georges e Botany Bay a sud, a Port Jackson, a nord fino a Pittwater alla foce del fiume Hawkesbury, ea ovest lungo il fiume fino a Parramatta.

### Prima abitazione
La datazione al radiocarbonio suggerisce che l'attività umana si è verificata a Sydney e nei dintorni per almeno 30.000 anni, nel Paleolitico superiore. Tuttavia, numerosi strumenti di pietra aborigeni trovati nei sedimenti di ghiaia dell'estremo sobborgo occidentale di Sydney sono stati datati da 45.000 a 50.000 anni a.C., il che significherebbe che gli esseri umani potrebbero essere stati nella regione prima di quanto si pensasse.

### Stato attuale
La lingua è stata in gran parte persa, principalmente a causa degli effetti storici della colonizzazione sul popolo Darug. Alcuni vocaboli sono conservati da alcune persone Darug, ma solo pochissima grammatica. Una versione ricreata della lingua è parlata durante le cerimonie di benvenuto condotte dal popolo Darug.

## Fonologia

### Consonanti
|              | Periferica | Periferica | Laminale | Laminale  | Apicale     | Apicale |
| bilabiale    | Velare     | Palatale   | Dentale  | Alveolare | retroflesso |         |
| ------------ | ---------- | ---------- | -------- | --------- | ----------- | ------- |
| Occlusiva    | b          | k          | c        | t̪         | t           |         |
| Nasale       | m          | ŋ          | ɲ        | n̪         | n           |         |
| Laterale     |            |            | ʎ        |           | l           |         |
| Rotica       |            |            |          |           | r           | ɻ       |
| Semivocalica | w          | w          | j        |           |             |         |

### vocali
|        | Anteriore | Posteriore |
| ------ | --------- | ---------- |
| Chiusa | i         | u          |
| Aperta | a         | a          |

La lingua potrebbe aver avuto una distinzione di lunghezza delle vocali, ma questo è difficile da determinare dai dati esistenti.

## Parole prese in prestito nell'inglese
Esempi di parole Dharug che sono state prese in prestito nell'inglese sono:
- Nomi di animali: dingo, koala, wallaby e wombat
- Alberi e piante: burrawang, kurrajong, geebung, myall e waratah
- Gli strumenti boomerang, una parola del sottogruppo Turuwal, e Woomera
- Si ritiene che la parola gin, termine ormai dispregiativo per una donna indigena, derivi da Dharug diyin, "donna"
- La parola koradji, che si riferisce a una persona aborigena con abilità tradizionali in medicina, deriva da Dharug.[1]